# Superior (cómic)
El Superior es un nombre de dos personajes separados en Marvel Comics. El nombre también se ha usado en otros medios relacionados.

## Historial de publicaciones
El Superior (Jonathan Gallagher) es un enemigo del Hombre Cometa en Marvel Comics, creado por Bill Mumy, Miguel Ferrer y Kelley Jones, apareció por primera vez en Comet Man # 1 (febrero de 1987).
El Superior es un supervillano ficticio en Marvel Comics. Es creado por Sean McKeever y David Baldeon, apareció por primera vez en Young Allies Vol. 2 # 2 (septiembre de 2010).

## Historia

### Jonathan Gallagher
John Gallagher nació de Jack Beckley y su prometida anónima. Jack fue a luchar en el Pacífico Sur mientras su prometida dio a luz a John y lo puso en adopción. Jack no estaba al tanto de la existencia de John y se casó con su prometida y tuvo a Stephen y Rosemary. Años más tarde, John formó un grupo gubernamental llamado The Bridge y adoptó el nombre "El Superior". Localizó a su padre, pero no creía que John fuera su hijo, por lo que mató a su padre organizando un accidente aéreo. Se enfrentó a su hermano, Stephen, al secuestrar a su hijo Benny, pero fue asesinado.

### Bastardos del Mal
El Superior es un niño de diez años que dice ser el hijo bastardo de El Líder. Debido a que es verde y posee un gran cráneo, es muy posible. Él forma a los Bastardos del Mal, un grupo de individuos que fueron abandonados por sus padres supervillanos. El Superior y su equipo se enfrentan contra los Aliados Jóvenes y es derrotado junto con los otros bastardos. A pesar de haber sido encarcelado, todavía tiene planes.

## En otros medios

### Anton Ivanov
Un personaje inicialmente identificado como El Superior aparece en Agents of S.H.I.E.L.D. interpretado por Zach McGowan. Su verdadero nombre es Anton Ivanov y es un exmiembro de la SVR. Sus camaradas fueron ejecutados debido a un incidente que involucró a Phil Coulson y S.H.I.E.L.D. y desde entonces ha jurado venganza. Ivanov es un experto en el combate mano a mano con su fuerza pura siendo casi sobrehumana. Él también tiene un dominio sobre los cuchillos y varias armas de fuego. Después de ser convertido en un LMD, el cuerpo androide de Ivanov lo ha vuelto impermeable a las armas básicas, aunque su cuerpo puede ser destruido. Su cabeza cortada puede controlar múltiples LMD y puede hacer que parezca que cada uno está actuando por su cuenta.
- - En la cuarta temporada, Ivanov hizo su primera aparición en "Sopa de Papa Caliente", donde se revela que se convirtió en un industrial, creyendo que solo el trabajo duro puede ganar poder y dinero. Después del brote inhumano, formó los Watchdogs para eliminarlos, ya que sentía que no 'ganaban' su poder. Más tarde se une a Holden Radcliffe y Aida para recuperar el Darkhold, a pesar de la ligera desconfianza de Ivanov.[5] En "BOOM", más tarde, Ivanov logra capturar a Jeffrey Mace y procede a torturarlo.[6] En "El Hombre detrás del Escudo", se encuentra con Coulson solo para que se burle de él por serlo, lo que Coulson ve como "olvidable" y etiqueta a Ivanov con una camiseta roja. Ivanov termina peleando con Daisy Johnson, pero es vencido y herido de gravedad.[4] En "Autocontrol", Aida transfiere la conciencia de Ivanov a un cuerpo LMD, mientras que su cabeza real se mantiene en un frasco de estasis que lo controla.[7] Pronto se da cuenta de que no puede matar a los agentes de S.H.I.E.L.D. mientras están atrapados en el Framework, ya que Aida lo había programado para matarlos solo si representaban una amenaza directa para ella.[8] En "El Regreso", se revela que Ivanov tiene varios duplicados de LMD que él controla y procede a luchar contra Coulson y Melinda May. Se reúne con Aida, quien estaba enojada porque Leo Fitz la rechazó y deciden terminar con S.H.I.E.L.D. de una vez por todas.[9] Utiliza una Daisy LMD para disparar a Glenn Talbot directamente en la cabeza, aunque sobrevive, e intenta convencer al gobierno de que S.H.I.E.L.D. y los Inhumanos seguían siendo una amenaza. Su cuerpo fue destruido por Daisy y Robbie Reyes, pero su cabeza aún está escondida.[10]
  - En la quinta temporada, regresa en el episodio de "The Devil Complex", donde se muestra a trabajar junto a la misteriosa General Hale y Carl Creel. Si bien parece ser el que tiene el control, Coulson deduce que en realidad está trabajando bajo Hale y que ya no tiene acceso a más LMD. Se revela que el nuevo grupo es en realidad Hydra y que Hale tiene su cabeza cortada y puesto en un cuerpo robótico.[11] Ivanov es enviado para proteger una máquina de S.H.I.E.L.D. con todos sus soldados bajo el control de él. Yo-Yo se enfrenta con él y lo tira por la ventana, matándolo a él y desactivando a sus soldados robóticos.[12] En "Todos los caminos conducen...", Hale confirma que Ivanov está muerto.[13]